# Raorchestes signatus
Raorchestes signatus é uma espécie de anfíbio da família Rhacophoridae.
É endêmica da Índia.
Os seus habitats naturais são: regiões subtropicais ou tropicais úmidas de alta altitude e florestas secundárias altamente degradadas.
Está ameaçada por perda de habitat.